# Ментор (Огайо)
Ментор (англ. Mentor, Ohio) — город, расположенный в округе Лейк (штат Огайо, США) с населением в 50 278 человек по статистическим данным переписи 2000 года.

## География
По данным Бюро переписи населения США город Ментор имеет общую площадь в 72,78 квадратных километров, из которых 69,41 кв. километров занимает земля и 3,37 кв. километров — вода. Площадь водных ресурсов округа составляет 4,63 % от всей его площади.
Город Ментор расположен на высоте 211 метров над уровнем моря.

## Демография
| Год переписи | Нас.  |  | %±     |
| ------------ | ----- |  | ------ |
| 1870         | 410   |  | —      |
| 1880         | 540   |  | 31,7%  |
| 1890         | 502   |  | −7%    |
| 1900         | 624   |  | 24,3%  |
| 1910         | 732   |  | 17,3%  |
| 1920         | 851   |  | 16,3%  |
| 1930         | 1589  |  | 86,7%  |
| 1940         | 1827  |  | 15%    |
| 1950         | 2383  |  | 30,4%  |
| 1960         | 4354  |  | 82,7%  |
| 1970         | 36912 |  | 747,8% |
| 1980         | 41903 |  | 13,5%  |
| 1990         | 47358 |  | 13%    |
| 2000         | 50278 |  | 6,2%   |
| 2008         | 51825 |  | 3,1%   |

По данным переписи населения 2000 года в Менторе проживало 50 278 человек, 14 229 семей, насчитывалось 18 797 домашних хозяйств и 19 301 жилой дом. Средняя плотность населения составляла около 725,2 человек на один квадратный километр. Расовый состав Ментора по данным переписи распределился следующим образом: 97,30 % белых, 0,64 % — чёрных или афроамериканцев, 0,05 % — коренных американцев, 1,19 % — азиатов, 0,03 % — выходцев с тихоокеанских островов, 0,61 % — представителей смешанных рас, 0,18 % — других народностей. Испаноговорящие составили 0,72 % от всех жителей города.
Из 18 797 домашних хозяйств в 35,8 % — воспитывали детей в возрасте до 18 лет, 63,6 % представляли собой совместно проживающие супружеские пары, в 8,9 % семей женщины проживали без мужей, 24,3 % не имели семей. 20,5 % от общего числа семей на момент переписи жили самостоятельно, при этом 8,1 % составили одинокие пожилые люди в возрасте 65 лет и старше. Средний размер домашнего хозяйства составил 2,65 человек, а средний размер семьи — 3,08 человек.
Население города по возрастному диапазону по данным переписи 2000 года распределилось следующим образом: 25,9 % — жители младше 18 лет, 6,5 % — между 18 и 24 годами, 29,0 % — от 25 до 44 лет, 26,3 % — от 45 до 64 лет и 12,3 % — в возрасте 65 лет и старше. Средний возраст жителей составил 39 лет. На каждые 100 женщин в Менторе приходилось 94,2 мужчин, при этом на каждые сто женщин 18 лет и старше приходилось 91,5 мужчин также старше 18 лет.
Средний доход на одно домашнее хозяйство в городе составил 57 230 долларов США, а средний доход на одну семью — 65 322 доллара. При этом мужчины имели средний доход в 44 021 доллар США в год против 31 025 долларов среднегодового дохода у женщин. Доход на душу населения в городе составил 24 592 доллара в год. 1,8 % от всего числа семей в округе и 2,7 % от всей численности населения находилось на момент переписи населения за чертой бедности, при этом 2,8 % из них были моложе 18 лет и 4,4 % — в возрасте 65 лет и старше.